# Алчієв Григорій Пантелійович
Алчієв Григорій Пантелійович народився 15 липня 1946 року в селі Комар Великоновосілківського району, розташованому на території сучасної Донецької області. В 1972 році закінчив навчання у Ворошиловградському художньому училищі, навчався за фахом у І. Гуського. Живописець. Представник традиційного реалізму, пейзажист, портретист.
Протягом 1975—1993 рр. працював у Донецькому художньо-виробничому комбінаті Художнього фонду України та в Донецькій художньо-творчої майстерні при НСХУ (1993—1999 рр.). Учасник Всесоюзних, Республіканських виставок. Персональні виставки у 1992 і 1999 роках. у м. Макіївка, та у Донецькому художньому музеї (1994 р.). Твори зберігаються в фондах Міністерства культури і мистецтв України, Донецькому художньому музеї та Будинку працівників культури, Макіївському художньо-краєзнавчому музею.

## Основні твори
- «Завод у моря Азовсталь» (1946),
- «Я знаю місто буде» (1946),
- «Радісний березень» (1946),
- «Портрет матері» (1975),
- «Синій вечір» (1977),
- «Весна Олімпійська» (1980),
- «Радісний Март»,
- «Світлий день» (обидва — 1982),
- «Портрет ланковий Мороз Євдокії Матвіївни» (1984),
- «На захист Батьківщини» (1985),
- «Осінь» (1987),
- «Пробудження» (1991),
- «У рідних берегів» (1996),
- «Спрага» (1997),
- «Весняний дзвін» (1999).